# Centro de Interpretación del Torico
El Centro de nterpretación del Torico és una col·lecció museística que es conserva al municipi de Xiva (Foia de Bunyol), tenint la seu al carrer Doctor Nácher.
El centre està dedicat a les festes populars xivanes, especialment al Torico de la Corda de Xiva, varietat local del bou ensogado. Fa una explicació d'aquestes tradicions i mostra diversos elements i parafernàlia -eines, vestits, aliments, instruments musicals- que s'utilitzen o formen part d'aquestes tradicions.

## La col·lecció
Els primers escrits que parlen de l'anomenada festa dels mossos, nom que rebia en aquella època, estan datats el 1649.
Segons figura al llibre de fàbrica de l'església parroquial de Sant Joan Baptista, ja el 1765 el festeig dels bous ensogats eren organitzats pels Clavaris de Sant Roc -la Clavaria del Torico-, ja que els bous formen part de les festes a honor d'aquest sant i de Verge d'Agost.
La paraula “clavari” es referia a la persona encarregada de guardar els diners, per tant els clavaris eren els responsables de recollir la quantitat necessària per sufragar les despeses de la festa. Per a aquest fi, realitzaven col·lectes durant les carreres del torico, buscant la col·laboració del poble, ja que no rebien cap altre ajut econòmic. El clavari anava guardant al seu mocador les monedes que anava recollint, i sempre anava acompanyat del seu “lister”, persona responsable d'apuntar els donatius i qui els havia entregat, perquè quedés constància de la bona fi de la recaptació.
Els clavaris continuarien sent els organitzadors fins al 1965, quan es va crear la Penya Taurina El Torico de Xiva. Aquesta entitat es va formar a iniciativa d'un grup de persones de la localitat preocupades per la continuïtat de la festa a causa d'una sèrie de controvèrsies sobre la gestió d'algunes clavaries a les dècades de 1950 i 1960, decidint-se posar ordre a través de persones de més edat que vigilarien el comportament de la clavaria. En 2024, la penya comptava amb uns 3000 socis, si bé la figura dels clavaris continua existint i col·laborant en la festa.
El procés formació del Centre d'Interpretació es va produir a sol·licitud de l'Ajuntament de Xiva, que va comptar amb l'assessorament del Centre d'Estudis Xivanos. Els fons procedeixen de cessionaris i donants privats, així com de la pròpia penya taurina.
Al costat dels panells explicatius, es presenten diferents objectes distintius de la festa, com vestits, borles, ventalls, garrots, cordes, instruments musicals o aliments, acompanyats d'altres elements, com les olors pròpies de la festa. També hi ha un centre de documentació amb objectes, fotografies, obres d'art i llibres sobre aquest vessant de la tauromàquia.
Mitjançant la resolució de 12 de gener de 2022, la Conselleria d'Educació, Cultura i Esport de la Generalitat Valenciana va reconèixer la Col·lecció Museogràfica Permanent del Centre d'Interpretació del Torico com a col·lecció museogràfica permanent, i va quedar integrada en el Sistema Valencià de Museus. Mitjançant aquest reconeixement, la col·lecció queda obligada, a més del manteniment i la catalodació dels fons, a mantenir-los en un local adequat, amb personal capacitat i amb un horari d'obertura al públic.

## El bou amb corda
La tradició del bou amb corda (també s'utilitzen les expressions bou ensogado i bou de corda) es troba difosa per la geografia espanyola. Es practica a la Comunitat Valenciana (a més de Xiva, a Godelleta, Torís, Xestalgar, Ontinyent i la pedania burriana de Santa Bàrbara), Andalusia (Arroyo del Ojanco, Benamahoma, Beas de Segura, Carcabuey, Gaucín, Grazalema, Ohanes), Aragó (Pina de Ebro, Rubielos de Mora, Terol), Castella-la Manxa (Conca, Yuncos), Castella i Lleó (Benavente, Palazuelo de Vedija), Catalunya (Amposta, Sant Carles de la Ràpita), Navarra (Lodosa) i La Rioja (Cabretón). Esta forma de tauromàquia també s'ha practicat al País Basc, on se l'anomena Sokamuturra, i s'ha celebrat tant a Guipúscoa com a Biscaia.